# O Guarani

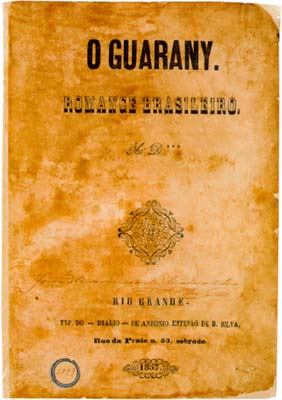
O Guarany, Umschlagseite der Erstausgabe 1857

O Guarani (zeitgenössische Schreibweise: O Guarany) ist ein 1857 erschienener historischer Roman von José de Alencar und eines der bedeutendsten Werke der brasilianischen Romantik. Die Opernadaption von Antônio Carlos Gomes (1870) gilt als Meilenstein der brasilianischen Musikgeschichte.

## Allgemeines
Er erzählt die Geschichte des jungen Eingeborenen Peri und der Familie des portugiesischen Adligen Dom Antonio de Mariz, der mit seiner Frau Lauriana und seinen Kindern Diogo und Cecília, sowie seiner Nichte Isabel und einigem Gefolge ins derzeit noch nicht vollkommen erschlossene Brasilien emigriert, um so vor der Fremdherrschaft in seinem Heimatland zu fliehen. Von 1580 bis 1640 wurde Portugal nämlich in Personalunion des spanischen und portugiesischen Königs von Madrid aus regiert.
„O Guarani“ ist der erste Teil einer Trilogie über die Eingeborenen Brasiliens, die der Autor in den Jahren 1865 mit dem Roman „Iracema“ und 1874 mit „Ubirajara“ vervollständigte.

## Handlung
Die Handlung setzt ein, nachdem der Sohn Dom Antonios, Diogo, während der Jagd versehentlich eine junge Indianerin aus dem Volk der Aimorés tötet. Die Aimorés sinnen nun auf Rache und haben einen Plan geschmiedet um die Tochter Antonios, Cecília zu töten, doch Peri kommt ihnen zuvor und rettet der schönen Ceci, wie er sie fortan nennt, das Leben. Damit nicht genug, im weiteren Verlauf macht er ihr ein ungewöhnliches aber doch in die Epoche der Romantik durchaus passendes Versprechen: dass er sie vor jeglicher Gefahr beschützen werde.  So bleibt es nicht aus, dass Peri Ceci bald ein zweites Mal das Leben retten muss. Als ein riesiger Stein auf die wehrlose Ceci zurollt und sie unter sich zu begraben droht, zeigt Peri wieder sein heroisches Talent und schafft es unter Anwendung übermenschlicher Kräfte, Stein und Unheil abzuwehren.
Solche Taten bleiben beim noblen Dom Antonio nicht unbelohnt und so wird Peri als eine Art „Schutzengel“ seiner Tochter, für welche er (Peri) eine tiefe Bewunderung empfindet, bald im Haus des Adligen aufgenommen, entgegen dem Willen seiner (Antonios) Gattin, die die Eingeborenen verabscheut und auch in Peris Fall nicht in der Lage zu sein scheint, zu differenzieren. Doch kaum hat er sich im Hause Mariz eingelebt, da droht schon neue Gefahr. Die Aimorés, unerbittlich noch immer auf Rache sinnend, umzingeln das Haus des Adligen, der sich außer Stande sieht diese Gefahr abzuwenden. So sieht Peri nur einen Ausweg: Er selbst will sich opfern, um die Familie Antonios und allen voran seine Geliebte Cecília vor dem Tod durch die mordlustigen Eingeborenen zu bewahren. Im sicheren Wissen, dass die Aimorés als primitives Naturvolk den morbiden Gelüsten des Kannibalismus frönen, schmiedet er den Plan, sich selbst zu vergiften und sich dann, noch ehe das Gift seine Wirkung entfacht, den Aimorés als Opfer zur Besänftigung derer Gemüter zu präsentieren. Nach seinem Tod sollen diese sich dann von seinem vergifteten Fleisch selbst ihre Henkersmahlzeit bereiten. Doch diesmal ist es Peri selbst, der gerettet wird.
Der junge Portugiese Alvaro aus dem Gefolge Antonios, der nach allem, was bis dahin geschah, im Übrigen auch Peri sein Leben zu verdanken hat, entreißt den Indianern voller Heldenmut den scheinbar sterbenden Perim welcher wie durch ein Wunder auch die eigens vorgenommene Vergiftung schadlos übersteht. Als nun die unermüdlichen Aimorés erneut angreifen, beauftragt Dom Antonio Peri damit, seine Tochter Cecília endgültig in Sicherheit, zu seiner (Antonios) Schwester nach Rio de Janeiro zu bringen. Doch vorher, damit Antonio sie gemeinsam ziehen lassen kann, nimmt Peri in einer eilig organisierten Zeremonie den christlichen Glauben an. Später lädt Peri wie vereinbart die schlafende Ceci in ein Kanu und flüchtet mit ihr über den Paraíba-Fluss in eine ungewisse Zukunft. In der Ferne sprengt Antonio sein Anwesen, indem er die Pulverkammer entzündet und jagt damit sich, die Seinen, aber auch die Eingeborenen in die Luft. Nur Ceci und Peri sind entkommen und der Erzähler vermittelt dem Leser mit den letzten Zeilen des Romans den glaubhaften Anschein, dass sich aus der Freundschaft, die die beiden von Anfang an verbunden hat, eine Liebe entwickelte, die unerschütterlich ist.

## Opernadaption
1870 entstand die Oper Il Guarany von Antônio Carlos Gomes, dessen Vorlage der Roman war. Sie gilt als Meilenstein der brasilianischen Musikgeschichte. Sie feierte am Teatro alla Scala in Mailand ihre Uraufführung und wurde anschließend in ganz Europa gespielt.